# Ciencia Social (revista)

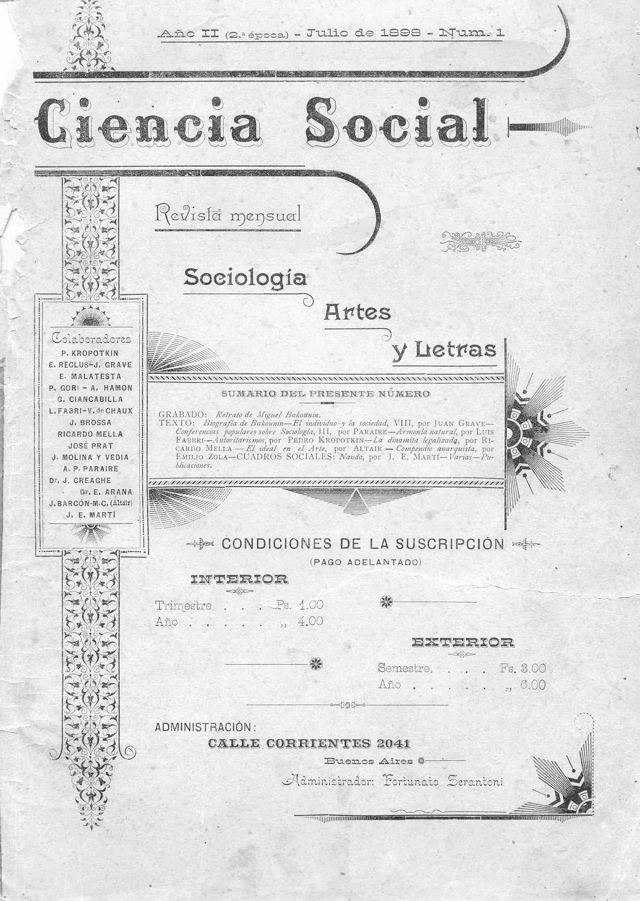
Portada de Ciencia Social, Núm 1, 2° época, 1898

Ciencia Social fue una revista anarquista editada mensualmente por Fortunato Serantoni en Buenos Aires.
Se fundó com continuación de La Questione Sociale. Se publicó desde abril de 1897 hasta 1899, por 13 números. Luego se retomó su publicación en una segúnda época hasta 1901. Fue dirigida por Fortunato Serantoni, propietario de la editorial y librería anarquista "Librería Sociológica", ubicada en la calle Corrientes 2041. Allí también funcionaba la redacción de la revista.
Era una revista considerada intelectual y de temática sociológica, y publicó artículos de William Morris, Octave Mirbeau, Juan Montseny, Ricardo Mella, José Martínez Ruiz, Piotr Kropotkin, Agustín Hamon, Eliseo Reclus, Emilio Arana, Sebastián Faure, Errico Malatesta, Jean Grave, Carlos Malato, Altair, J. Molina y Vedia, F. Basterra, Juan Creaghe, Miguel de Unamuno, etc. Publicó también las clases dictadas por Pietro Gori en la Facultad de Derecho de la Universidad de Buenos Aires. 
En España existió una publicación homónima de similares características, fundada y dirigida por Anselmo Lorenzo durante los años 1895 y 1896. 